# Severin Grill

Severin Grill (um 1970)

Severin Grill OCist (* 12. Februar 1893 in Markt Piesting als Matthias Grill; † 28. Mai 1975 in Heiligenkreuz) war ein österreichischer Zisterzienser und Theologe.

## Leben und Werk
Matthias Grill wurde als Sohn der Winzer Josef und Franziska Grill geboren, besuchte von 1907 bis 1914 das Gymnasium in Wiener Neustadt und absolvierte dort das Notabitur. Er trat 1914 in das Noviziat des Stiftes Heiligenkreuz ein und nahm den Ordensnamen Severin an, der an Severin von Noricum erinnert. Er studierte von 1915 bis 1917 am Institutum Theologicum Heiligenkreuz und wurde dort am 13. Juli 1919 zum Priester geweiht. Ab 1917 studierte er an der Universität Innsbruck. Seine Promotion zum Dr. theol. schloss Grill mit einer ordensgeschichtlichen Arbeit am 12. Dezember 1921 ab. 1921 lehrte er am Gymnasium in Wiener Neustadt, bis er 1922 als Professor für Altes Testament und orientalische Sprachen an das Institutum Theologicum in Heiligenkreuz berufen wurde. Des Weiteren leitete er die Stiftbibliothek und war von 1940 bis 1946 gleichzeitig Pfarrer von Sittendorf.
Forschungsschwerpunkte legte Grill zunächst auf die Gewitter-Theophanie im Alten Testament, in späteren Jahren dann auf Liturgiewissenschaft und Bibelübersetzungen. Nach dem Zweiten Vatikanum veröffentlichte er eine Reihe von populären Schriften, die das zeitgenössische Verständnis des heiligen Messopfers thematisierten.
Grill verstarb im Stift Heiligenkreuz.

## Werke
- Die Gewittertheophanie im Alten Testament. Exegetische Studie, Wien, Reissers, 1931; Wien, Mayer, 1943 (Heiligenkreuzer Studien 1).
- Der Talmud und Schulchan Aruch. Eine theologische Studie für weitere Kreise, Graz/Leipzig, Moser, 1934.
- Universitätsprofessor Dr. P. Nivard Johannes Schlögl, O. Cist 1864-1939. Eine kurze Würdigung, Heiligenkreuz, Mayer, 1949.
- Die Friedensfürstin. Ein theologischer Roman aus dem 5. Jahrhundert, Wien, Wiener Dom Verlag, 1949.
- Lexicon Syriaco-Latinum in Novum Testamentum, Wien, Mechitaristen, 1952.
- Das Alte Testament im Lichte der Literar- und Textkritik, Wien, Dom Verlag, 1957 (Heiligenkreuzer Studien 10).
- Vergleichende Religionsgeschichte und Kirchenväter, Horn, Ferdinand Berger, 1959 (Heiligenkreuzer Studien 11).
- Charakterbilder aus dem Alten Testament, Klosterneuburg, Bernina, 1959.
- Die Vorbilder der Eucharistie im Alten Testament, Klosterneuburg, Bernina, 1960.
- Die Symbolsprache des Hohenliedes, Heiligenkreuz, Stiftsbuchhandlung, 1964 (Heiligenkreuzer Studien 14).
- Sacrificium tremendum. Gedanken eines Exegeten zur Reform der Liturgie, Zürich, Thomas, 1966.
- Hermeneutik des alten Testamentes, Horn, Berger, 1966.
- Einführung in die Bilder-Sprache des Alten Testamentes, Heiligenkreuz, Heiligenkreuzer Verlag, 1968 (Heiligenkreuzer Studien 15).
- Das Zweite Vatikanische Konzil. Seine Geschichte, sein Segen und sein Missbrauch, Heiligenkreuz, 1969.

### Übersetzer
- Bücher Josue, Richter, Ezechiel, in: Die Heilige Schrift des Alten Bundes, hrsg. von Pius Parsch, Klosterneuburg, Verlag Volksliturgisches Apostolat, 1934, 1951.
- Das Neue Testament nach dem syrischen Text. Sonderlesungen der Peschitta gegenüber dem griechischen und lateinischen Text, Klosterneuburg/München, Volksliturgisches Apostolat, 1956.
- Bar Chadbschaba, Geschichte der um der Wahrheit willen verfolgten Väter. Zwei Biographien. I. Theodor von Mopsvestia. II. Nestorius, Wien 1962  (Heiligenkreuzer Studien 12).
- Jakob von Sarug, Die Kirche und die Forschung, Wien 1963  (Heiligenkreuzer Studien 13).
  - Jakob von Sarug, Die Forschung und das Heiligtum der Kirche, Horn, Berger, 1971 (Heiligenkreuzer Studien 13 B).
- Jakob von Sarug, Ausgewählte Briefe, 3 Bde., Heiligenkreuz, Heiligenkreuzer Verlag, 1971–1972 (Heiligenkreuzer Studien 17).